# Epidendrum cinnabarinum
Epidendrum cinnabarinum là một loài lan trong chi Epidendrum, được khám phá bởi người Đức Philipp Salzmann ở Bahia, gần Salvador, và xuất bản bởi John Lindley năm 1831.
Số nhiễm sắc thể lưỡng bội của E. cinnabarinum là 2n = ~240, nhiễm sắc thể đơn bội as 108—124.

## Phân bố
E. cinnabarinum sống ở các bang ven biển từ Rio Grande do Norte lên phía bắc đến Bahia ở phía nam. It is also found in Venezuela.

## Hình ảnh

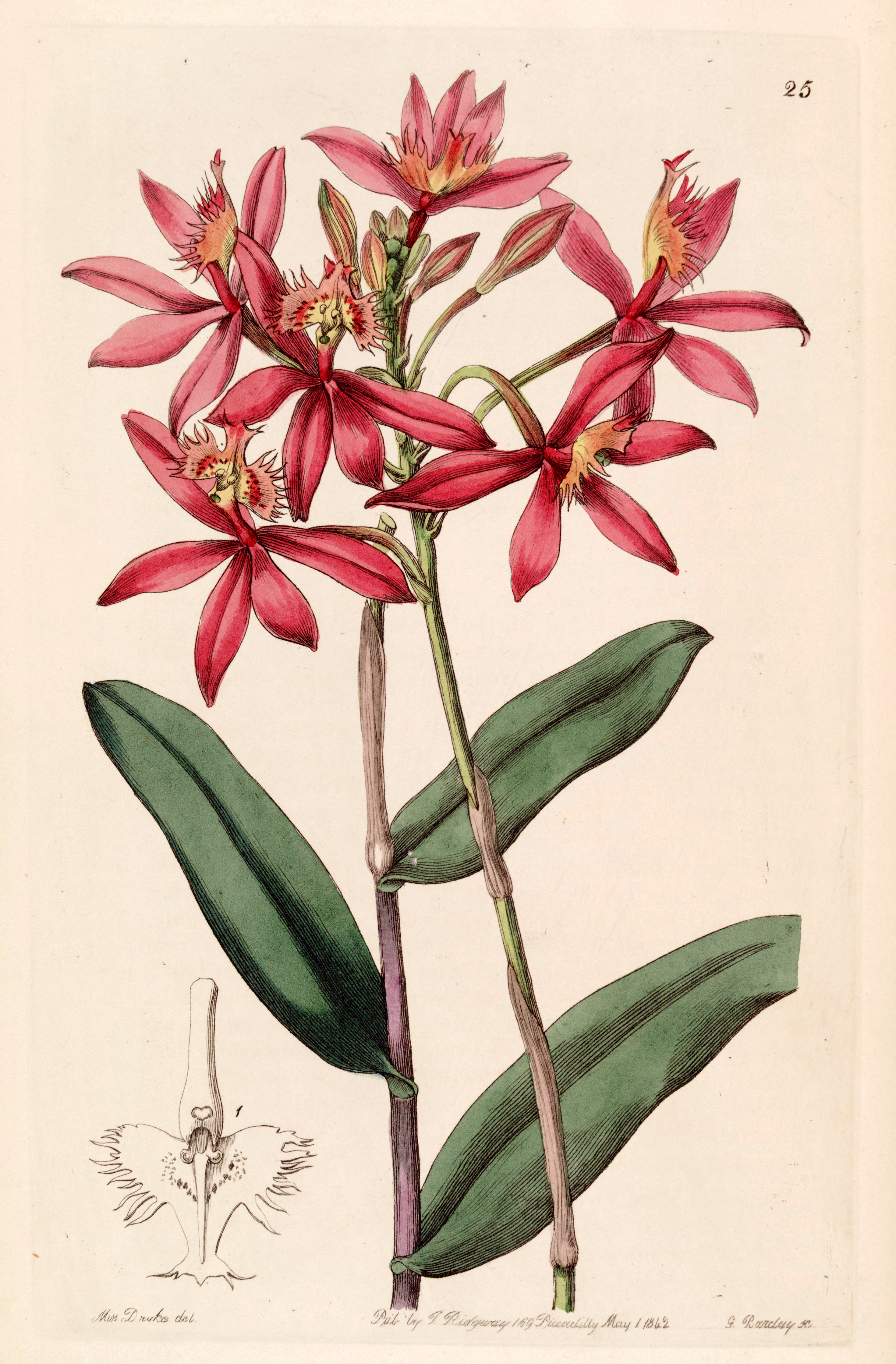
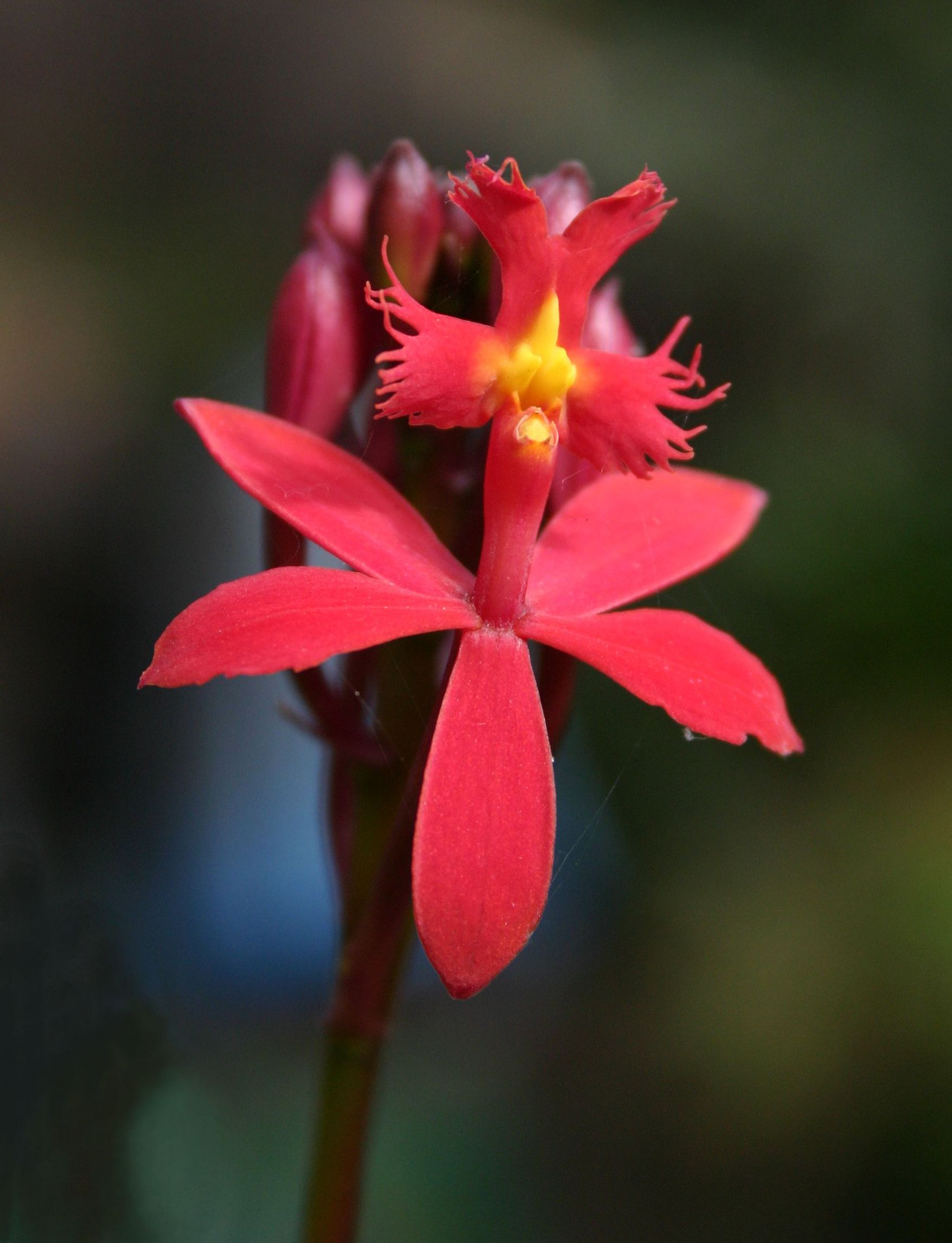
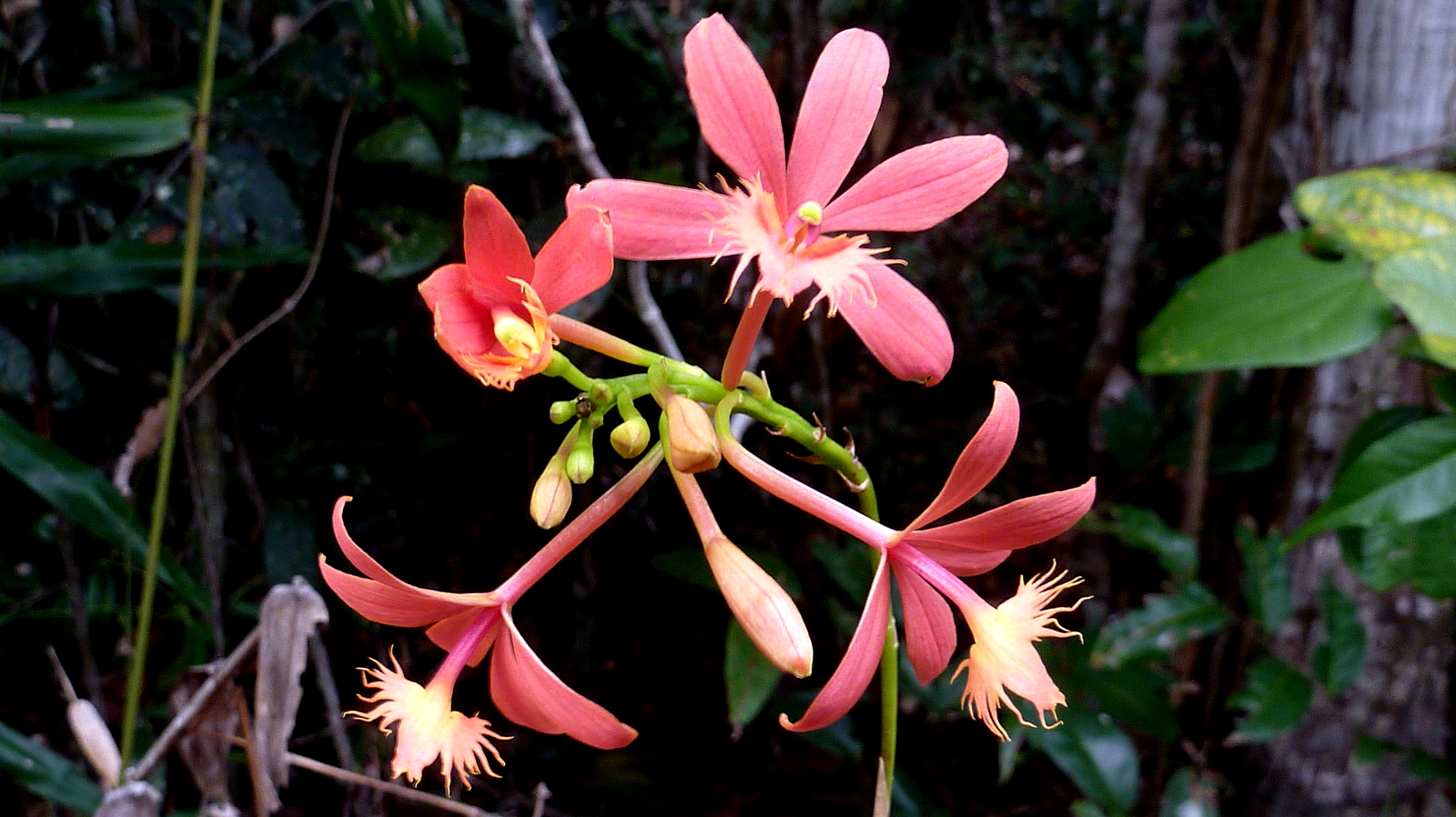
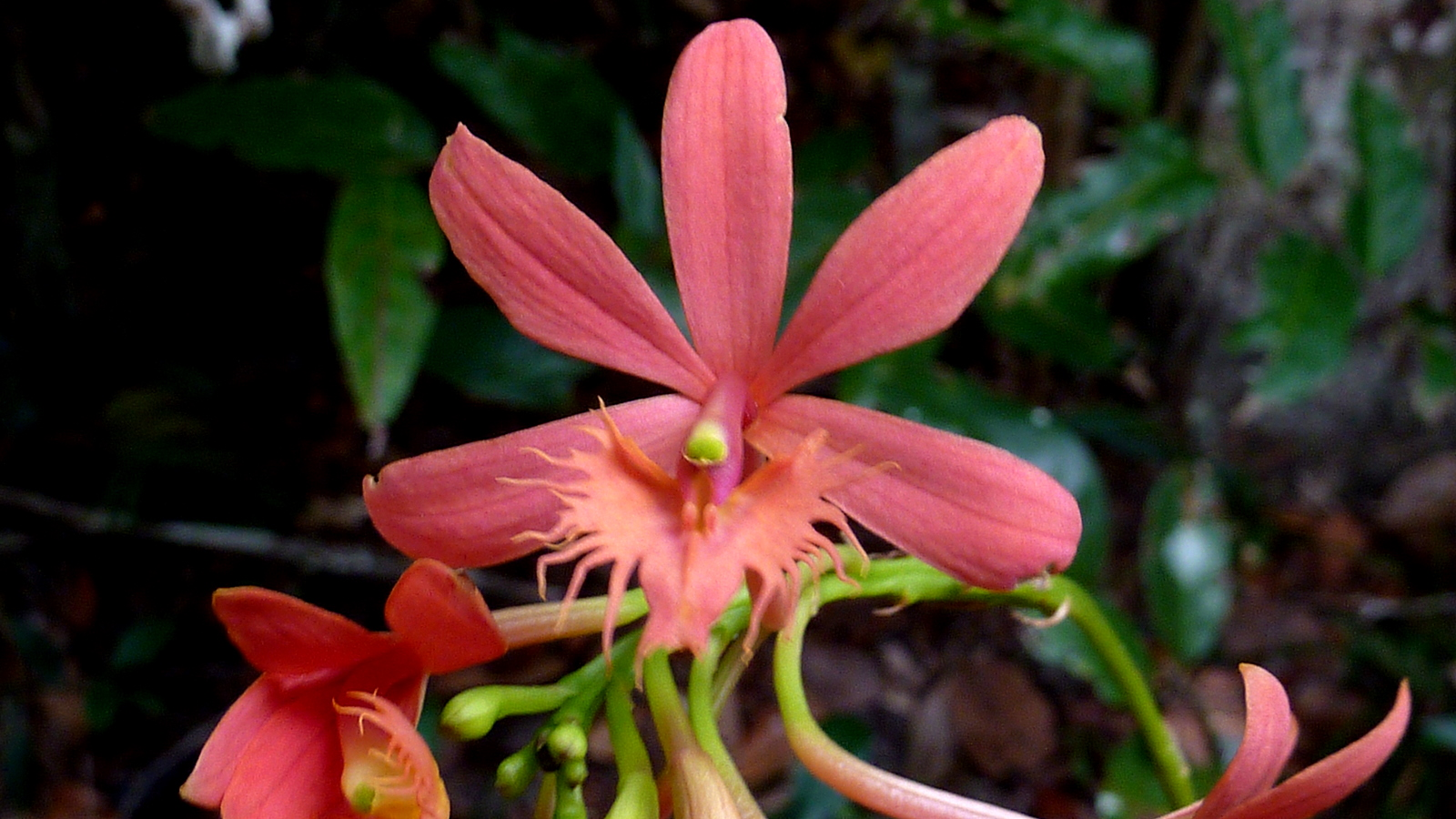